# Бардах, Юлиуш
Юлиуш Бардах (Юлий Маркович Бардах, при рождении Юлий Меерович Бардах, пол. Juliusz Bardach; 3 ноября 1914, Одесса, Херсонская губерния, Российская империя — 26 января 2010, Варшава, Польша) — польский историк государственного строительства и права, профессор, доктор honoris causa Варшавского университета, Вильнюсского университета, Лодзинского университета, действительный член-корреспондент Польской академии наук.

## Биография
Родился 21 октября 1914 года в Одессе в семье зубного врача Меера Мотелевича (Марка Мордковича) Бардаха (1883—?) и Оттилии Натановны Нейдинг (1891—?). Родители заключили брак в Одессе 16 декабря 1911 года.
Обучался в гимназии им. Коперника во Владимире-Волынском, затем в университете им. Батория в Вильно. В 1938—1939 годах работал редактором виленского печатного издания «Robotnik». Был членом Польской социалистической партии,
Во время второй мировой войны с 1943 года служил в звании полковника политико-воспитательной службы Войска Польского в СССР. В 1945—1947 годах — военный атташе в посольстве Польши в Москве.
В 1948 году защитил докторскую диссертацию в Ягеллонском университете Кракова. Является автором научных работ по вопросам государственного строительства и права Литвы и Польши, польскому парламентаризму, сравнительной истории права. Профессор Варшавского университета, член Польской академии наук (ПАН), с 1983 года член-корреспондент, с 1989 года — действительный член-корреспондент ПАН.
Был научным сотрудником Института истории государства и права Польши, членом Совета Института истории права и Совета факультета права и администрации Вроцлавского университета, комитета по историческим наукам ПАН, Комитета правоведческих наук ПАН, Варшавского научного общества и ряда других. В 1995 году университет в Лодзи, 19 ноября 1996 года — Варшавский университет, и в 1997 году Вильнюсский университет присвоили Бардаху звание докторa honoris causa.
Почётный член Польского исторического общества и Варшавского научного общества. Член многих заграничных научных учреждений, обществ и организаций, в частности, Академии Nazionale dei Lincei в Риме и Commission Internationale des Etudes Slaves, редакций научных изданий, в том числе «Czasopisma Prawno — Historycznego», лауреат Исторической премии еженедельника «Polityka» и «Nagrody Przeglądu Wschodniego».
Является кавалером Большого креста Ордена Возрождения Польши и Офицерского креста ордена «За заслуги перед Литвой».
Похоронен на варшавском кладбище Воинские Повонзки.
Брат — Януш Бардах (Janusz Bardach, 1919—2002), польско-американский челюстно-лицевой хирург, мемуарист.

## Избранные публикации
- Historia państwa i prawa Polski do połowy XV wieku (1957)
- Historia państwa i prawa polskiego (1976, ISBN 83-01-00104-6)
- Themis a Clio czyli Prawo a historia (2001, ISBN 8372060363)
- Dzieje Sejmu Polskiego (1993, ISBN 83-7059-044-6)
- O dawnej i niedawnej Litwie (1988, ISBN 83-232-0118-8)
- Historia ustroju i prawa polskiego (1993, ISBN 83-01-11026-0)
- O Rzeczpospolitą Obojga Narodów (1998, ISBN 83-03-03692-0)
- Statuty litewskie a prawo rzymskie (1999, ISBN 83-912525-0-7)
- W obiektywie nauki i w lustrze pamięci (o uczonych, pisarzach i politykach XIX i XX wieku) (2004, ISBN 83-7387-541-7)
- Бардах Ю., Леснодорский Б., Пиетрчак М. История государства и права Польши / Пер. с польск. М., 1980.